# Chevannes (Côte-d’Or)
Chevannes ist eine französische Gemeinde mit 169 Einwohnern (Stand 1. Januar 2022) im Département Côte-d’Or in der Region Bourgogne-Franche-Comté (vor 2016 Bourgogne); sie gehört zum Arrondissement Beaune und zum Kanton Longvic.

## Geographie
Chevannes liegt etwa 25 Kilometer südsüdwestlich von Dijon. Umgeben wird Chevannes von den Nachbargemeinden Collonges-lès-Bévy im Norden, Messanges im Nordosten und Osten, Meuilley im Osten und Südosten, Arcenant im Süden sowie Détain-et-Bruant im Westen und Nordwesten.

## Bevölkerung
| Jahr                       | 1962 | 1968 | 1975 | 1982 | 1990 | 1999 | 2006 | 2019 |
| -------------------------- | ---- | ---- | ---- | ---- | ---- | ---- | ---- | ---- |
| Einwohner                  | 101  | 115  | 82   | 95   | 102  | 113  | 131  | 161  |
| Quellen: Cassini und INSEE |      |      |      |      |      |      |      |      |

## Sehenswürdigkeiten

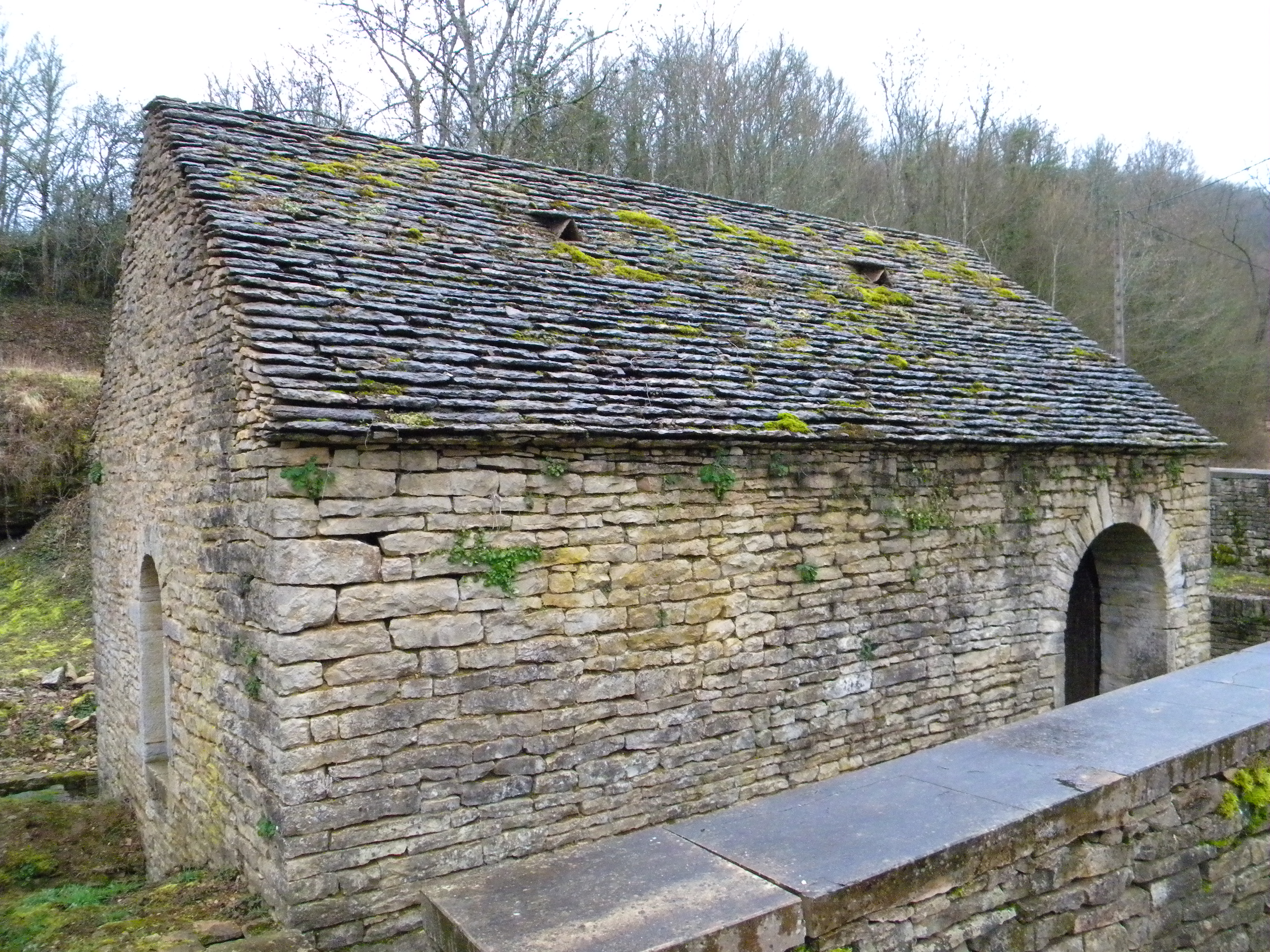
Lavoir

- Kirche Saint-Michel
- Lavoir (ehemaliges Waschhaus)